# كاساندرا أثرتون
كاساندرا أثرتون (بالإنجليزية: Cassandra Atherton)‏ هي كاتِبة وشاعرة أسترالية، ولدت في 1974.